# Aranyló gyökérrágólepke
Az aranyló gyökérrágólepke (Phymatopus hecta) a valódi lepkék alrendjébe tartozó   gyökérrágó lepkefélék (Hepialidae) családjának egyik, a Kárpát-medencében is előforduló, bár meglehetősen ritka faja.

## Elterjedése
Jellemzően hegyvidéki, eurázsiai faj. A Kárpát-medencében a Magyar Középhegység magasabb pontjain többfelé is megtalálták, de mindenhol ritka.

## Megjelenése
Nagy termetű molylepke; szárnyának fesztávolsága 32–38 mm. A hím első szárnya élénk vörösessárga, csillogó világossárga rajzolattal, a nőstényé világos vörösesszürke és a rajzolat nem csillog. A hím hátsó szárnya barnásszürke, a nőstényé világos szürkésbarna.

## Életmódja
Életmódjáról kimondottan keveset tudunk. Valószínűleg két év alatt fejlődik ki, és a hernyója a növények gyökerében él. A lepke a nyár elején, május–júniusban rajzik. A bükkös erdőkre jellemző faj: az imágó szívesen ül meg a fatörzseken, és a bükk kérgén könnyű észrevenni.